# Sidique Mansaray
Sidique Mansaray, né le 23 juillet 1980 à Koidu, en Sierra Leone, est un footballeur sierraléonais, évoluant au poste d'attaquant avec le club d'East End Lions en Sierra Leone National Premier League. Il est également un membre régulier de l'équipe de Sierra Leone.

## Biographie
Sidique Mansaray naît et grandit dans la quatrième plus grande ville de Sierra Leone, Koidu, dans le district de Kono. Il est le fils d'éminents parents mandingues. Il suit des cours au lycée de Koidu (Koidu Secondary School). 
Il commence sa carrière de footballeur en 1996 avec le club de sa ville natale, les Diamonds Stars, évoluant en Sierra Leone National Premier League. 
Il fait ses premiers pas sur la scène internationale au cours de l'année 1997 en intégrant l'équipe de Sierre-Leonne. Il reçoit 14 sélections en équipe nationale entre 2000 et 2012, inscrivant trois buts.
Il marque un but contre l'équipe de Sao Tomé-et-Principe en avril 2000, puis un but contre le Nigeria en avril 2001, et enfin un dernier but en septembre 2002 contre la Guinée équatoriale. Les deux premiers matchs comptent pour les éliminatoires du mondial 2002 ; le troisième pour les éliminatoires de la Coupe d'Afrique des nations 2004.
En club, il remporte plusieurs titres de champion de Sierra-Leone.